# (38475) 1999 TT89
1999 TT89 (asteroide 38475) é um asteroide da cintura principal. Possui uma excentricidade de 0.20203190 e uma inclinação de 11.72388º.
Este asteroide foi descoberto no dia 2 de outubro de 1999 por LINEAR em Socorro.